# 아트엠앤씨
아트엠앤씨는 대한민국의 공연기획사이다.

## 이전 소속 연예인
- 허경환
- 안성훈
- 서인영
- 소연
- TAN
- 금잔디
- 강예슬
- 공정환
- 김광규
- 김서윤
- 김선근
- 김승현
- 김원효
- 김호중
- 문희경
- 봉중근
- 손호준
- 안예인
- 안지환
- 이철민
- 영기
- 정다경
- 정호영
- 한영
- 한혜진
- 홍록기
- 홍지윤